# 大分県道・熊本県道11号別府一の宮線
大分県道・熊本県道11号別府一の宮線（おおいたけんどう・くまもとけんどう11ごう べっぷいちのみやせん）は、大分県別府市から熊本県阿蘇市に至る県道（主要地方道）である。日本百名道の一つで、一部の区間はやまなみハイウェイの愛称で呼ばれている。

## 概要
大分県別府市汐見町から熊本県阿蘇市一の宮町宮地に至る。
大分県別府市 - 由布市湯布院町は1953年（昭和28年）から1970年（昭和45年）まで国道210号に指定されていた。
由布市水分峠と阿蘇市一の宮地区を結ぶ区間は、1964年（昭和39年）6月25日に日本道路公団の管理する有料道路別府阿蘇道路として供用開始され、1994年（平成6年）6月25日、料金徴収期間満了に伴い無料開放された。この区間は特にやまなみハイウェイの愛称で呼ばれる。また、同時期に整備された国道57号阿蘇市一の宮地区以西の区間とあわせて九州横断道路の一部となっている。
由布岳や九重連山が間近に迫る日本離れした雄大な景観は素晴らしく、特にやまなみハイウェイは、九州で有名なドライブコースとして知られる。

### 路線データ
- 起点：大分県別府市汐見町（九州横断道路入口交差点、国道10号交点、国道213号・国道500号起点）
- 終点：熊本県阿蘇市一の宮町宮地（宮地駅前交差点、国道57号交点）
- 総延長：102 km

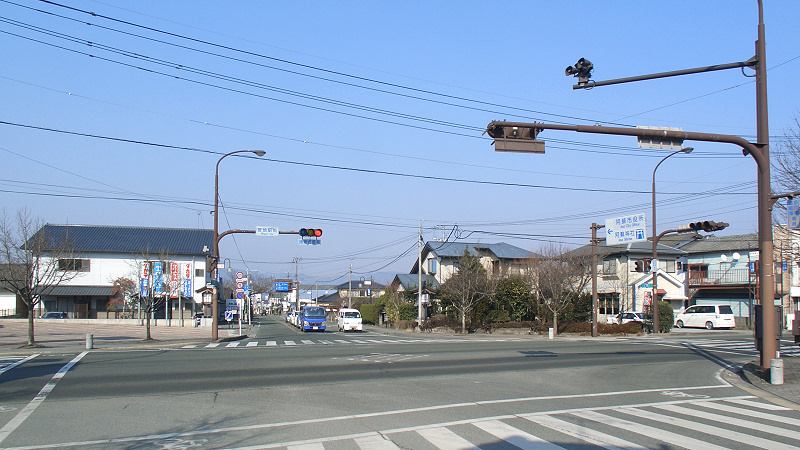
終点付近
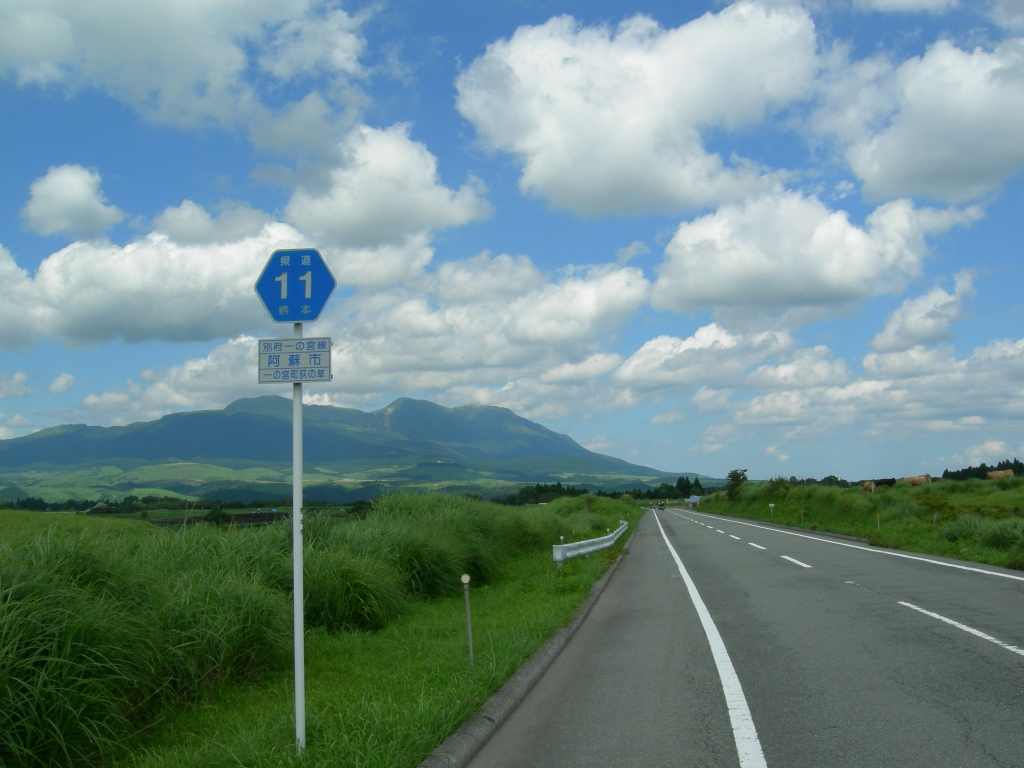
熊本県阿蘇市一の宮町荻の草
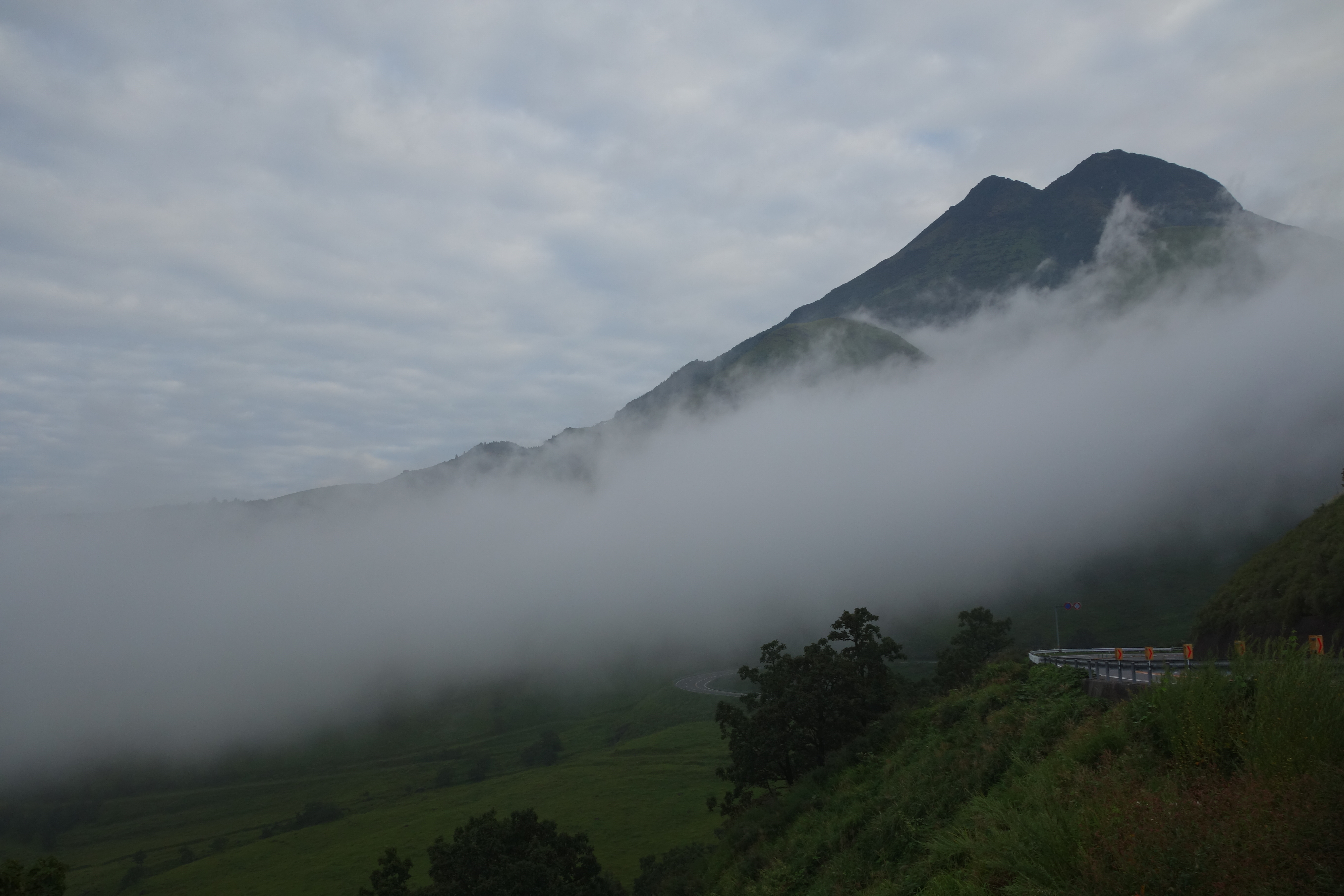
狭霧台からの由布岳

## 歴史
- 1953年（昭和28年）- 大分県別府市から由布市湯布院町の県道別府湯布院線が旧国道210号の一部に指定[注釈 1]。
- 1964年（昭和39年）6月25日 - 由布市水分峠から阿蘇市一の宮地区の区間が完成し、有料道路の別府阿蘇道路、通称やまなみハイウェイとして供用開始（日本道路公団の管理）[注釈 2]。
- 1971年（昭和46年）6月26日 - 建設省（現・国土交通省）が国道210号と県道一の宮湯布院線を主要地方道に指定。
- 1972年（昭和47年） - 大分・熊本両県が主要地方道11号別府一の宮線を認定。
- 1993年（平成5年）5月11日 - 建設省から、県道別府一の宮線が別府一の宮線として主要地方道に再指定[3]。
- 1994年（平成6年）6月25日 - やまなみハイウェイが料金徴収期間満了に伴い無料開放。阿蘇市一の宮地区以西の国道57号区間とあわせて九州横断道路の一部となる。

## 路線状況
瀬戸内海に沿って南北に走る国道10号の別府港の近くの九州横断道路入口交点から西向きに走り始める。起点の東側では別府国際観光港と接続している。九州横断道路入口 - 鉄輪温泉 - 坊主地獄間は、国道500号との重複区間である。起点から別府IC入口・堀田三差路交差点までは4車線以上の道路が整備されている。
別府市の扇状地を離れると鶴見岳の南山麓を西に登ってゆき、標高532 mの別府ロープウェイの高原駅に到達する。その後細かいカーブを繰り返しながら城島高原・猪の瀬戸湿原を通って標高776 mの由布岳の登山口に達する。由布院盆地に下ってきた道路は盆の南縁を通りJR九州久大本線 南由布駅付近の前徳野交差点で国道210号と交差する。この区間は2車線路として整備されており、所々登坂車線も設置されている。別府・由布院の観光地を結ぶ道路として、由布院盆地中心へ通じる大分県道216号別府湯布院線と共に交通量も多い。
国道210号分岐（南由布橋先交差点）より水分峠付近で再び国道210号と交差するまでの由布市湯布院町川西を通る区間は、現在においても道路の拡張が進んでいない区間である。1車線の狭隘道路で細かいカーブを繰り返しながらの峠への上り道が続く。
水分峠から国道210号を分岐して阿蘇へ向かう道路が、日本有数の絶景ドライブコースとして良く知られる「やまなみハイウェイ」である。由布市の水分峠以南は2車線の道路で整備されていて、飯田高原から瀬の本高原までの区間は概ね標高900 m以上の高地に道路が敷かれており、冬期の積雪や路面凍結に注意が必要となる。瀬の本高原から城山展望所までは牧場が点在する草原の中を道路が走り、産山村の道路わきには日本では珍しい「牛馬優先」の標識が見える。
大観峰へ向かう「ミルクロード」（熊本県道45号阿蘇公園菊池線ほか）との交点から、カルデラ内部を見下ろす城山展望所を過ぎると、阿蘇山の外輪山をヘアピンカーブが続く道で下ってゆき、阿蘇カルデラ内に到着する。そのまま直進するとJR九州豊肥本線 宮地駅前の国道57号・宮地駅前交差点で突き当たり、終点となる。

### 通称
- 大分県
  - やまなみハイウェイ（由布市・水分峠交差点 - 熊本県阿蘇市）
  - ぐるっとくじゅう周遊道路[8][9]（玖珠郡九重町 - 熊本県南小国町）

### 重複区間
- 国道500号（大分県別府市汐見町・九州横断道路入口交差点（起点） - 別府市大字鶴見・坊主地獄先交差点）
- 大分県道645号亀川別府線（大分県別府市石垣東10丁目・石垣10丁目交差点 - 別府市石垣西10丁目・春木交差点）
- 大分県道52号別府庄内線（大分県別府市大字南立石・堀田三差路交差点 - 別府市大字東山・志高湖入口交差点）
- 大分県道216号別府湯布院線（大分県別府市大字南立石・堀田三差路交差点 - 由布市湯布院町川上）
- 国道210号（大分県由布市湯布院町川西・前徳野交差点 - 由布市湯布院町川西・南由布橋先交差点）
- 国道210号（大分県由布市湯布院町川西 地内）

### 道路施設

#### 橋梁
- 大分県
  - 新春木橋（春木川、別府市、国道500号重複区間内）
  - 小倉橋（春木川、別府市）
  - 扇山橋（境川、別府市）
  - 鳴子谷川橋（鳴子谷川、由布市）
  - 由布川橋（大分川、由布市）
  - 平川橋（平川、由布市）

## 地理

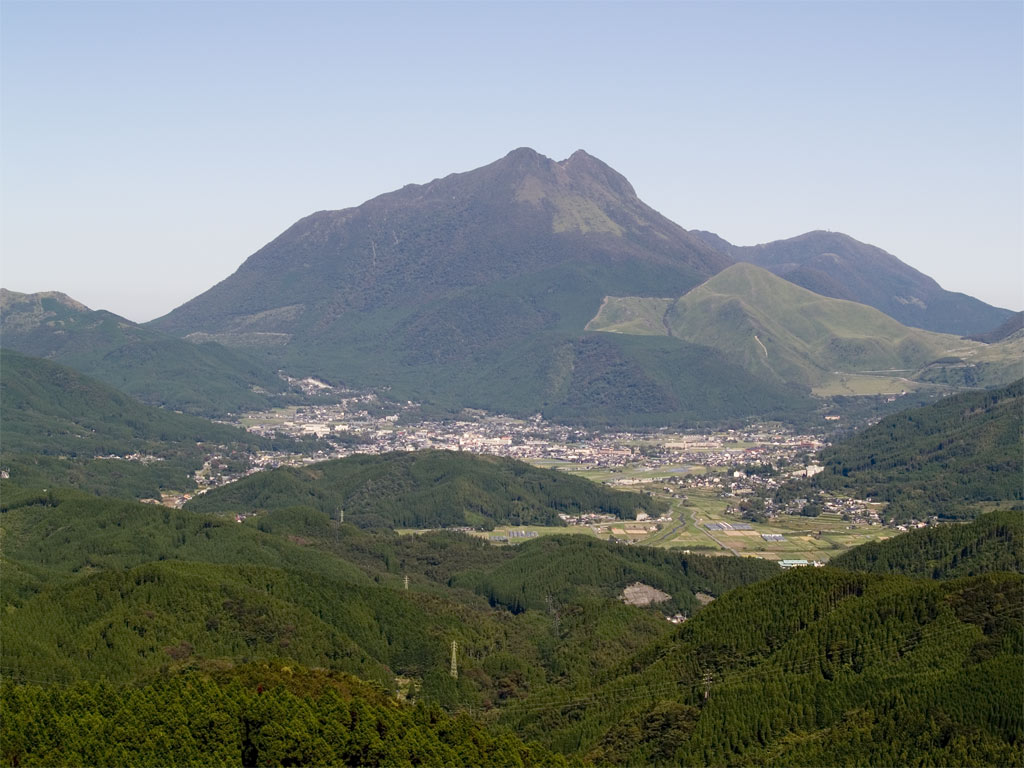
大分県由布市・蛇越展望台から眺めた由布岳と由布院盆地。当路線は画像右側中央の峠からS字で下り、その途中から右の山裾を手前側に進み、手前の山影を右から左へ進んでいる

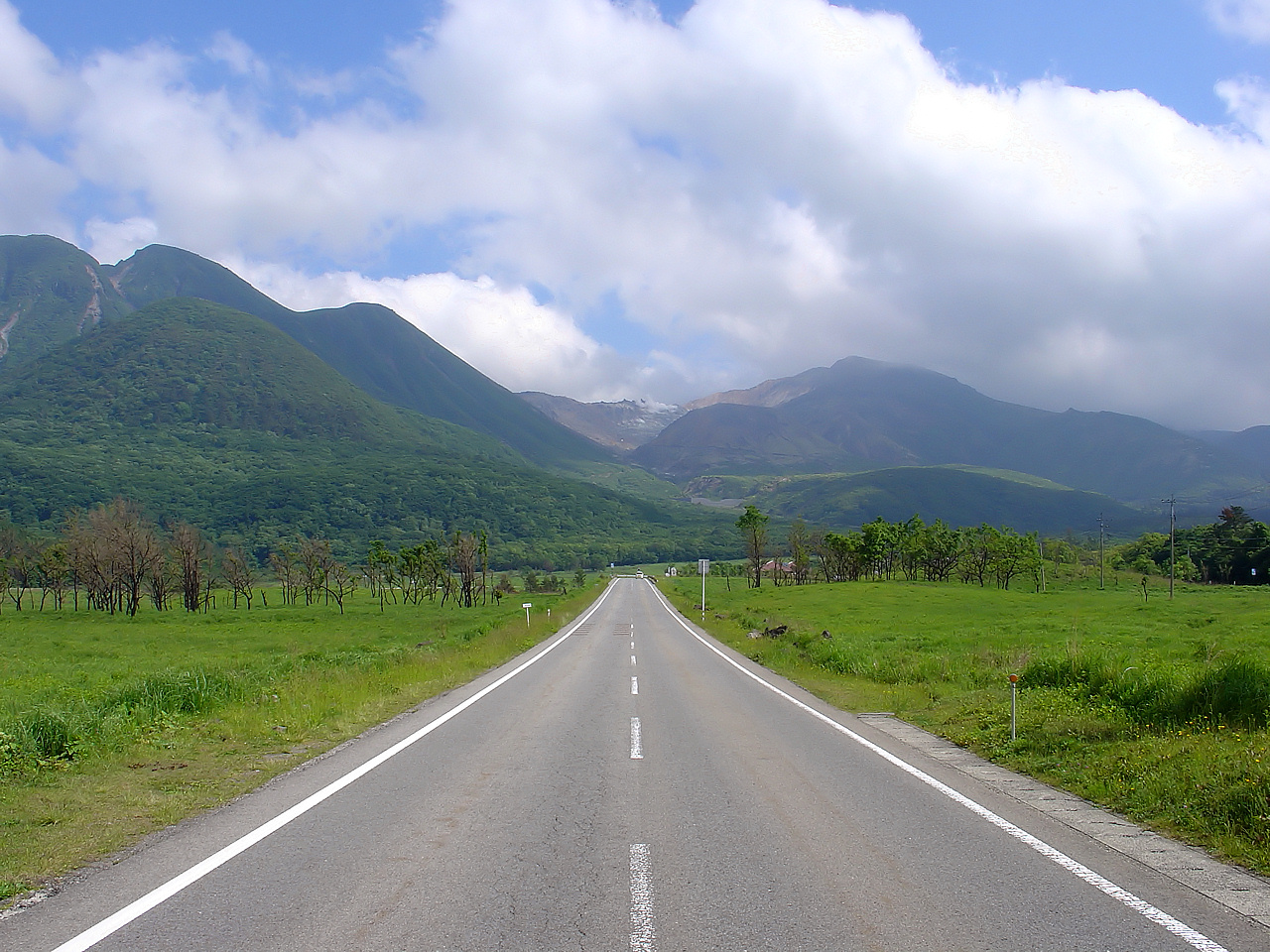
大分県玖珠郡九重町の飯田高原付近。正面は九重山。

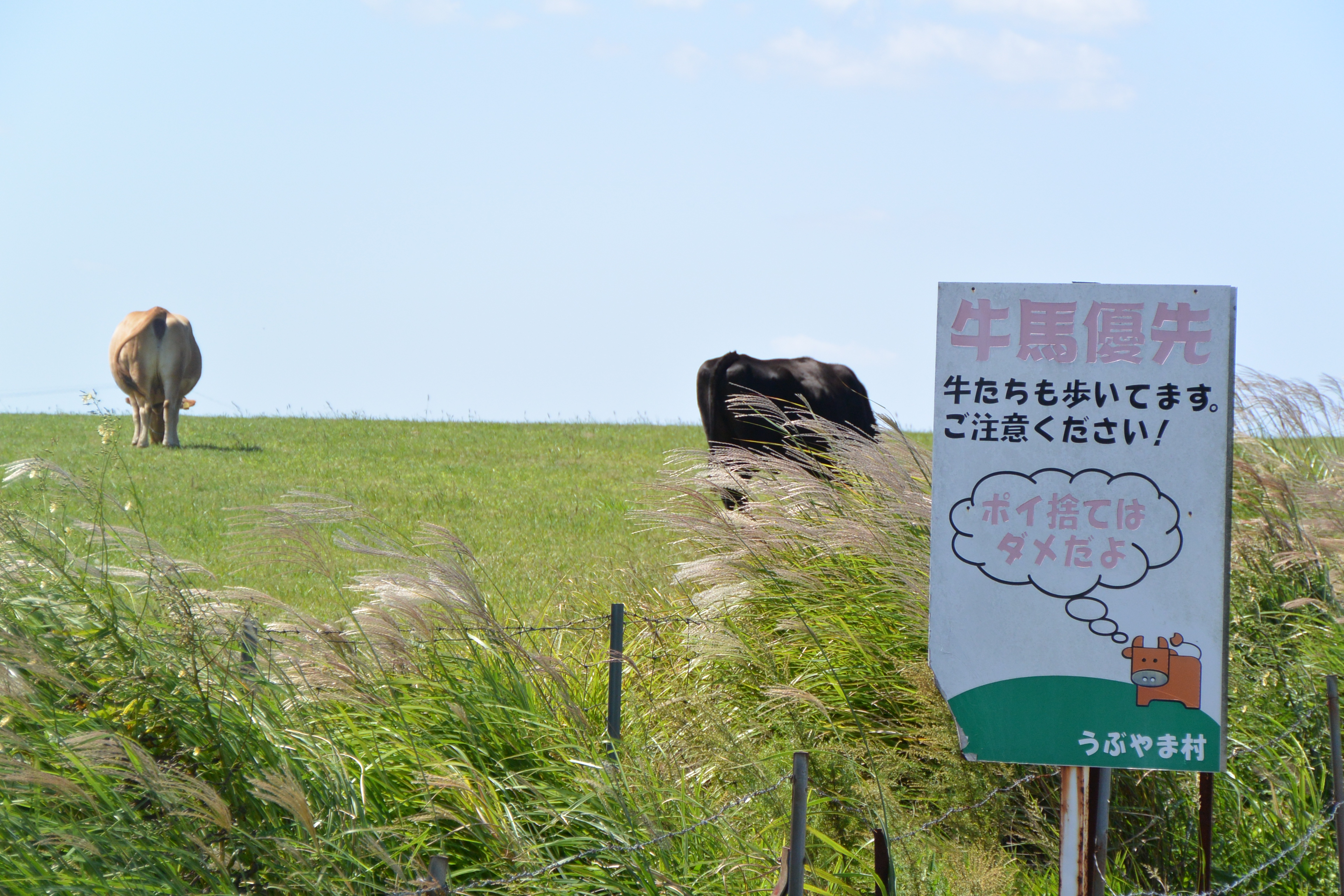
やまなみハイウェイ脇の牧場と「牛馬優先」の標識

道路周辺は、別府、由布院などの温泉地や、九重連山の久住山、阿蘇山などの活火山があり、日本有数の観光地が道路周辺に並ぶ。
別府と由布院間にある標高1,583 mの由布岳（豊後富士）の麓一帯は草原が広がり、そのなかをなだらかな高速カーブやヘアピンカーブが続く。秋から春にかけて早朝の由布院盆地は霧に覆われるが、由布岳付近にある展望台・狭霧台（さぎりだい）からは、由布院市街の朝霧や夜景を一望でき、10月頃の早朝には雲海に覆われた由布院盆地を見下ろすこともできる。湯布院から飯田高原間の約15 kmは針葉樹林帯に囲まれた峠道である。
久住山の北に位置する飯田高原では大石原あたりで視界が開けて道路も直線的になる。道路わきにある長者原（ちょうじゃばる）ビジターセンター（標高1,041 m）北にある長い直線道路が特に有名で、道路正面に噴煙を上げる久住山（九重連山）を見ることができる。その南には広い湿原を木道で散策できるタデ原湿原があり、高原の草花を手軽に鑑賞できる。九重連山付近の道路には温泉が点在し、道脇のところどころから湯気が湧き出している。九重連山脇の牧ノ戸峠は、やまなみハイウェイの最高地点（標高1,330 m）で、星生山や久住山への登山口となっておりレストハウスもある。
やまなみハイウェイ展望台の先の高原リゾート施設付近で分岐する大分県道40号飯田高原中村線（通称ぐるっとくじゅう周遊道路）に入った場合は、九重森林公園スキー場が近くである。
瀬の本から阿蘇の外輪山までの間は、ゆるい起伏の草原地帯と広い牧場が続く丘陵地で、正面には阿蘇の山々が望める。そして、阿蘇外輪山内部は田園地帯で、阿蘇市一の宮市街地に阿蘇神社がある。道路周辺の地形は個々の場所によって変化に富んでおり、さまざまな景色を見ることができる。ちなみにこの瀬の本高原の料金所から約800 ｍ程、阿蘇よりの地点に「目で見ると下り坂に見えるのに、車を停車させてサイドブレーキを掛けない状態にしておくと車が下り坂を登り出す」という全国的にも珍しい「四次元の坂」がある。これは実際には「上り坂に見えるものが下り坂」であり、目の錯覚で勾配度0.7 %を示す。世界でも他に同様の場所はいくつかあるという。

### 通過する自治体
- 大分県
  - 別府市
  - 由布市
  - 玖珠郡九重町
  - 由布市
  - 玖珠郡九重町
  - 竹田市
- 熊本県
  - 阿蘇郡南小国町
  - 阿蘇郡産山村
  - 阿蘇市

### 交差する道路
| 交差する道路                                                               | 都道府県名 | 市町村名 | 市町村名 | 交差する場所   | 交差する場所                  |
| -------------------------------------------------------------------------- | ---------- | -------- | -------- | -------------- | ----------------------------- |
| 国道10号 国道213号 国道500号 重複区間起点                                  | 大分県     | 別府市   | 別府市   | 汐見町         | 九州横断道路入口交差点 / 起点 |
| 大分県道645号亀川別府線 重複区間起点                                       | 大分県     | 別府市   | 別府市   | 石垣東10丁目   | 石垣10丁目交差点              |
| 大分県道645号亀川別府線 重複区間終点                                       | 大分県     | 別府市   | 別府市   | 石垣西10丁目   | 春木交差点                    |
| 大分県道218号別府山香線                                                    | 大分県     | 別府市   | 別府市   | 大字鶴見       | 鉄輪温泉入口交差点            |
| 国道500号 重複区間起終点                                                   | 大分県     | 別府市   | 別府市   | 大字鶴見       | 坊主地獄先交差点              |
| E10 東九州自動車道                                                         | 大分県     | 別府市   | 別府市   | 大字南立石     | 11 別府IC                     |
| 大分県道52号別府庄内線 重複区間起点 大分県道216号別府湯布院線 重複区間起点 | 大分県     | 別府市   | 別府市   | 大字南立石     | 堀田三差路交差点              |
| 大分県道52号別府庄内線 重複区間終点                                        | 大分県     | 別府市   | 別府市   | 大字東山       | 志高湖入口交差点              |
| 大分県道216号別府湯布院線 重複区間終点                                     | 大分県     | 由布市   | 由布市   | 湯布院町川上   |                               |
| 大分県道617号鳥越湯布院線                                                  | 大分県     | 由布市   | 由布市   | 湯布院町川南   | 石松三差路交差点              |
| 国道210号 重複区間起点                                                     | 大分県     | 由布市   | 由布市   | 湯布院町川西   | 前徳野交差点                  |
| 国道210号 重複区間終点                                                     | 大分県     | 由布市   | 由布市   | 湯布院町川西   | 南由布橋先交差点              |
| 国道210号 重複区間起点                                                     | 大分県     | 由布市   | 由布市   | 湯布院町川西   |                               |
| 国道210号 重複区間終点                                                     | 大分県     | 由布市   | 由布市   | 湯布院町川西   | 水分峠交差点                  |
| 大分県道537号湯平温泉線                                                    | 大分県     | 玖珠郡   | 九重町   | 大字田野       |                               |
| 大分県道710号田野野上線                                                    | 大分県     | 玖珠郡   | 九重町   | 大字田野       |                               |
| 大分県道621号田野庄内線                                                    | 大分県     | 玖珠郡   | 九重町   | 大字田野       | 飯田高原交差点                |
| 大分県道621号田野庄内線                                                    | 大分県     | 玖珠郡   | 九重町   | 大字田野       | 長者原交差点                  |
| 大分県道40号飯田高原中村線                                                 | 大分県     | 玖珠郡   | 九重町   | 大字湯坪       |                               |
| 一般自動車道 久住高原ロードパーク                                          | 大分県     | 竹田市   | 竹田市   | 久住町大字久住 |                               |
| 国道442号                                                                  | 熊本県     | 阿蘇郡   | 南小国町 | 大字満願寺     |                               |
| 熊本県道40号南小国波野線                                                   | 熊本県     | 阿蘇郡   | 産山村   | 大字田尻       |                               |
| 熊本県道45号阿蘇公園菊池線                                                 | 熊本県     | 阿蘇市   | 阿蘇市   | 一の宮町手野   |                               |
| 熊本県道213号内牧坂梨線                                                    | 熊本県     | 阿蘇市   | 阿蘇市   | 一の宮町三野   |                               |
| 熊本県道110号阿蘇一の宮線                                                  | 熊本県     | 阿蘇市   | 阿蘇市   | 一の宮町宮地   | 阿蘇神社入口交差点            |
| 国道57号 国道265号 重複                                                    | 熊本県     | 阿蘇市   | 阿蘇市   | 一の宮町宮地   | 宮地駅前交差点 / 終点         |

### 交差する鉄道
- 日豊本線
- 久大本線

### 沿線
- 別府警察署 鉄輪交番
- 別府市立朝日中学校
- 城島高原
- 狭霧台
- 由布市立由布院幼稚園
- JR九州久大本線 南由布駅
- 旧日野医院
- 飯田高原
- 長者原
- 瀬の本高原
- 城山展望所
- 阿蘇市役所
- 阿蘇市立一の宮中学校
- 阿蘇神社
- JR九州豊肥本線 宮地駅

### 峠
- 大分県
  - 牧ノ戸峠（標高1,330 m、玖珠郡九重町）